# 1994 en Suisse
Chronologie de la Suisse
- 1990
- 1991
- 1992
- 1993
- 1994
- 1995
- 1996
- 1997
- 1998

## Gouvernement au1erjanvier 1994
- Conseil fédéral[1] :
  - Otto Stich, (PS/SO), président de la Confédération
  - Kaspar Villiger, (PRD/LU), vice-président de la Confédération
  - Jean-Pascal Delamuraz, (PRD/VD)
  - Arnold Koller, (PDC/AI)
  - Flavio Cotti, (PDC/TI)
  - Adolf Ogi, (UDC/BE)
  - Ruth Dreifuss, (PS/GE)

## Évènements

### Janvier
Samedi 1er janvier 
- Le Laufonnais est officiellement rattaché à Bâle-Campagne après 179 ans d'appartenance au canton de Berne.

 Vendredi 14 janvier 
- Décès à Genève, à l’âge de 87 ans, de Zino Davidoff, commerçant en cigares.

 Samedi 29 janvier 
- Le ministre israélien des affaires étrangères Shimon Peres et le chef de l'Organisation de libération de la Palestine Yasser Arafat ont une rencontre privée en marge du Forum économique de Davos.

### Février
Mercredi 9 février 
- André Luisier, président du conseil d’administration de Rhône Média SA, qui édite le quotidien valaisan Le Nouvelliste, annonce qu’il quittera ses fonctions au mois de juin.

 Dimanche 20 février 
- Votations fédérales. Le peuple approuve, par 1 259 609 oui (68,5 %) contre 579 877 non (31,5 %), l’arrêté fédéral concernant la prorogation de la redevance pour l'utilisation des routes nationales.
- Votations fédérales. Le peuple approuve, par 1 324 242 oui (72,2 %) contre 509 222 non (27,8 %), l’arrêté fédéral concernant la prorogation de la redevance sur le trafic des poids lourds.
- Votations fédérales. Le peuple approuve, par 1 221 630 oui (67,1 %) contre 597 911 non (32,9 %), l’arrêté fédéral concernant l'introduction d'une redevance sur le trafic de poids lourds liée, soit aux prestations, soit à la consommation.
- Votations fédérales. Le peuple approuve, par 954 491 oui (51,9 %) contre 884 362 non (48,1 %), l'initiative populaire « Pour la protection des régions alpines contre le trafic de transit ».
- Votations fédérales. Le peuple approuve, par 1 081 844 oui (61,1 %) contre 689 715 non (38,9 %), le projet de loi sur la navigation aérienne.
- Aux Jeux olympiques de Lillehammer, le Saint-Gallois Gustav Weder remporte le titre de champion olympique de bob à deux.
- Élections cantonales aux Grisons. Trois conseillers d'État sont élus lors du premier tour : Peter Aliesch (PRD), Joachim Caluori (PDC)  et Luzi Bärtsch (UDC).

 Mardi 22 février 
- Décès, à Zoug, de l'ancien conseiller fédéral Hans Hürlimann.

 Samedi 26 février 
- Aux Jeux olympiques de Lillehammer, la Glaronaise Vreni Schneider remporte le titre de championne olympique de slalom (ski alpin).

### Mars
Dimanche 6 mars 
- Élections cantonales dans le Canton de Vaud. Trois candidats sont élus au terme du 1er tour de scrutin : Jacques Martin (PRD), Claude Ruey (PLS) et Pierre-François Veillon (UDC).

 Mardi 8 mars 
- Le déraillement d'un wagon-citerne en gare de Zurich-Affoltern provoque une explosion détruisant trois bâtiments.

 Dimanche 13 mars 
- Parution du dernier numéro de La Suisse.
- Élections cantonales aux Grisons. Aluis Maissen (PDC) et Klaus Huber (UDC) sont élus pour occuper les deux derniers sièges du Conseil d’État.

 Samedi 19 mars 
- Pour la troisième fois de son histoire, le HC Kloten devient champion de Suisse de hockey-sur-glace.

 Dimanche 20 mars 
- Élections cantonales dans le Canton de Vaud. Les quatre sièges à repourvoir lors du deuxième tour de scrutin seront occupés par Daniel Schmutz (PSS), Charles Favre (PRD), Jean-Jacques Schwaab (PSS) et Philippe Biéler (Les Verts).
- Élections cantonales à Glaris. Les sept élus au Conseil d’État  sont Fritz Weber (PRD), Werner Marti (PSS), Rudolf Gisler (PDC, sortant, 7525), Christoph Stüssi (PDC), Kaspar Zimmermann (UDC), Kaspar Rhyner (PRD) et Jakob Kamm (PSS).
- Élection complémentaire en Thurgovie. Roland Eberle (UDC) a été élu au Conseil d’état pour remplacer Hanspeter Fischer (UDC), démissionnaire.

 Lundi 21 mars 
- Sept personnes ont été tuées et quatorze autres blessées lors d'un accident ferroviaire survenu à la sortie de la gare de Däniken, où le train direct Brigue-Romanshorn a heurté une grue de chantier.

 Vendredi 25 mars 
- Décès, à Neuchâtel, de l’ancien conseiller fédéral Max Petitpierre.
- Au terme d’un accord entre le Conseil fédéral et les gouvernements des cantons du Jura et de Berne, une Assemblée interjurassienne sera créée pour résoudre la Question jurassienne.

 Dimanche 27 mars 
- Élection complémentaire à Bâle-Campagne. Elsbeth Schneider (PDC) est élue au Conseil d'Etat où elle remplace Werner Spiteller (UDC), démissionnaire.

### Avril
Dimanche 17 avril 
- Élections cantonales dans le Canton de Berne. Les sept élus au Conseil d’État sont Mario Annoni (PRD), Elisabeth Zölch (UDC), Peter Schmid (UDC), Peter Widmer (PRD), Hans Lauri (UDC), Dori Schaer-Born (PSS) et Hermann Fehr (PSS).

### Mai
Mercredi 4 mai 
- Une locomotive des CFF, carrossée aux couleurs de la firme Agfa, est mise en circulation. Les CFF sont la première compagnie ferroviaire à proposer leurs locomotives comme surfaces publicitaires.

 Samedi 14 mai 
- Le Servette FC s’adjuge, pour la seizième fois de son histoire, le titre de champion de Suisse de football.

 Mercredi 25 mai 
- Visite officielle du président polonais Lech Wałęsa.

 Samedi 28 mai 
- 15 000 personnes du secteur de la construction manifestent devant le Palais fédéral. à Berne pour demander aux employeurs de conclure une convention nationale de travail plus favorable aux travailleurs du bâtiment.

### Juin
Mercredi 1er juin 
- 8 000 personnes manifestent sur la place Fédérale à Berne contre la retraite des femmes à 64 ans.

 Samedi 4 juin 
- Décès à Sierre du compositeur Jean Daetwyler.

 Dimanche 12 juin 
- Votations fédérales. Le peuple se prononce, par 1 059 025 oui (51,0 %) contre 1 018 188 non (49,0 %), sur l’arrêté fédéral concernant l'introduction dans la constitution fédérale d'un article sur l'encouragement de la culture. L’objet est rejeté, onze cantons et quatre demi-cantons l’ayant repoussé.
- Votations fédérales. Le peuple se prononce, par 1 114 158 oui (52,8 %) contre 994 457 non (47,2 %), sur l’arrêté fédéral sur la révision du droit de la nationalité dans la constitution fédérale (Naturalisation facilitée pour les jeunes étrangers). L’objet est rejeté, onze cantons et quatre demi-cantons l’ayant repoussé.
- Votations fédérales. Le peuple rejette, par 1 203 736 non (57,2 %) contre 899 626 oui (42,8 %), le projet de loi fédérale concernant les troupes suisses chargées d'opération en faveur du maintien de la paix.

 Vendredi 17 juin 
- Vernissage, à la Fondation Pierre Gianadda à Martigny, de l’exposition De Matisse à Picasso qui présente quatre-vingt œuvres d'une trentaine de maîtres du XXe siècle.

 Jeudi 23 juin 
- Le Suisse Pascal Richard remporte le Tour de Suisse cycliste

 vendredi 24 juin 
- Création, par les cantons de Berne, Soleure, de l'Espace économique du plateau central (Espace Mittelland), dans le but de faire contrepoids aux pôles économiques de la région zurichoise et du bassin lémanique.

 Mercredi 29 juin 
- Le déraillement de deux wagons-citernes transportant de l'épichlorhydrine, à l'ouest de la Gare de Lausanne, entraîne l’interruption du trafic ferroviaire durant plusieurs heures et l'évacuation d'un millier d'habitants du quartier.

### Juillet
Lundi 11 juillet 
- Premier Verbier Festival Academy à Verbier (VS).

 Vendredi 15 juillet 
- Le Conseil d’État du canton de Genève annonce la fermeture de la clinique genevoise de Montana et la suppression, à fin novembre, de ses 85 postes de travail.

 Jeudi 21 juillet 
- Inauguration à Genève du barrage du Seujet.

 Lundi 25 juillet 
- La région du Napf accueille 23 000 scouts pour "cuntrast'94", le plus grand camp fédéral jamais organisé.

### Août
Samedi 13 août 
- Mille feux sont allumés dans les Alpes pour attirer l'attention sur leur destruction rampante et rappeler la nécessité de préserver l'arc alpin dans sa culture et son espace vital.

### Septembre
Vendredi 2 septembre 
- Inauguration à La Chaux-de-Fonds d’Espacité, une tour cylindrique de 60 mètres de hauteur, située le long de l'avenue Léopold-Robert.

 Mercredi 14 septembre 
- Ouverture du 75e Comptoir suisse à Lausanne dont les hôtes d’honneur sont les cantons de Glaris et de Zoug, la Tunisie, la Fédération suisse de ski et la montre Swatch.

 Dimanche 25 septembre 
- Votations fédérales. Le peuple approuve, par 1 288 697 oui (64,6 %) contre 706 379 non (35,4 %), l’arrêté fédéral supprimant la réduction du prix du blé indigène financée par les droits de douane.
- Votations fédérales. Le peuple approuve, par 1 132 662 oui (54,6 %) contre 939 975 non (45,4 %), la modification du Code pénal suisse et du Code pénal militaire.

### Octobre
Lundi 3 octobre 
- Premières émissions de TeleZüri, la plus importante télévision régionale de Suisse, lancée par le journaliste et entrepreneur de médias Roger Schawinski.

 Mercredi 5 octobre 
- Décès de 48 personnes liées à la secte L’Ordre du Temple solaire dans des incendies à Cheiry et à Salvan.

 Jeudi 27 octobre 
- Décès de l’ancien conseiller national James Schwarzenbach qui s'était fait connaître par ses initiatives contre la surpopulation étrangère.

 Dimanche 30 octobre 
- Le pape Jean-Paul II élève l'évêque tessinois Gilberto Agustoni au rang de cardinal.

### Novembre
Dimanche 6 novembre 
- Élections cantonales dans le Jura. Pierre Kohler (PDC), Claude Hêche (PSS), Jean-François Roth (PDC), Anita Rion (PRD), et Gérald Schaller (PDC) sont élus au Gouvernement lors du deuxième tour de scrutin.

 Mardi 15 novembre 
- Inauguration des tunnels routiers sous la Vue-des-Alpes reliant le Val-de-Ruz à La Chaux-de-Fonds.

### Décembre
Dimanche 4 décembre 
- Votations fédérales. Le peuple approuve, par 1 021 175 oui (51,8 %) contre 950 360 non (48,2 %), le projet de loi fédérale sur l'assurance-maladie.
- Votations fédérales. Le peuple rejette, par 1 504 177 non (76,6 %) contre 460 674 oui (23,4 %), l'initiative populaire « pour une saine assurance-maladie ».
- Votations fédérales. Le peuple approuve, par 1 435 040 oui (72,9 %) contre 533 297 non (27,1 %), le projet de loi fédérale sur les mesures de contrainte en matière de droit des étrangers.

 Vendredi 9 décembre 
- Décès de l’architecte, peintre et sculpteur Max Bill.